# 51 f.Kr.
| 51 f.Kr.           |
| ------------------ |
| Dødsfald - Fødsler |
|                    |

## Dødsfald
- Poseidonios, stoisk filosof.
- Ptolemaios 12. Auletes af Egypten

| År | Spire Denne artikel om et år, årti, århundrede eller årtusinde er en spire som bør udbygges. Du er velkommen til at hjælpe Wikipedia ved at udvide den. |